# Stachanorema arnaudi
Stachanorema arnaudi är en urinsektsart som beskrevs av John L. Wray 1957. Stachanorema arnaudi ingår i släktet Stachanorema och familjen Isotomidae. Inga underarter finns listade i Catalogue of Life.